# Пересадский сельсовет
Переса́дский сельсовет — административная единица на территории Борисовского района Минской области Белоруссии. Административный центр — агрогородок Пересады.

## Состав
Пересадский сельсовет включает 11 населённых пунктов:
- Верески — деревня
- Горелица — деревня
- Ельница — деревня
- Залесье — деревня
- Остров — деревня
- Пересады — агрогородок
- Проходы — деревня
- Стаи — деревня
- Струпень — деревня
- Тарасики — деревня
- Упиревичи — деревня